# Philippe Adams
Pour les articles homonymes, voir Adams.
Philippe Adams, né le 19 novembre 1969 à Mouscron (Région wallonne), est un pilote automobile belge.

## Biographie
Après avoir couru quatre ans dans les Championnats de Grande-Bretagne (deuxième en 1992) et du Japon de Formule 3, Philippe Adams se lance dans le championnat de Formule 2 britannique, en 1993 ; il remporte la compétition au volant d'une Reynard 92D.
En 1994, il s'engage en Belgian Procar (championnat de Belgique de voitures de tourisme), obtenant une victoire, et en DTM. Après sa courte expérience dans le monde la Formule 1, il retrouve le championnat Procar en Belgique puis court dans différentes courses d'endurance.

## Formule 1
Team Lotus connaissant de graves problèmes financiers, Philippe Adams saisit l'occasion de s'engager en Formule 1, en apportant un complément de budget de 500 000 £. Il dispute le Grand Prix de Belgique à la place d'Alessandro Zanardi qui retrouve son baquet en Italie. Adams est de retour au Portugal ; qualifié avant-dernier, il termine seizième et dernier et laisse sa place à Éric Bernard, lui-même débarqué par Ligier. 

## Résultats en championnat du monde de Formule 1
| Saison | Écurie     | Châssis | Moteur      | Pneus    | GP disputés | Podiums | Points inscrits | Classement |
| ------ | ---------- | ------- | ----------- | -------- | ----------- | ------- | --------------- | ---------- |
| 1994   | Team Lotus | 109     | Mugen-Honda | Goodyear | 2           | 0       | 0               | n.c.       |